# Geld zu verschenken
Geld zu verschenken ist eine deutsche Doku-Soap die vom 17. November 2008 bis zum 30. Dezember 2008 montags bis freitags auf dem Privatsender VOX ausgestrahlt wurde.
Im Vordergrund stand die Idee, einer Schulklasse die Möglichkeit zu geben, bedürftigen Menschen, Familien oder gemeinnützigen Organisationen mit einem Betrag von 5000 Euro zu helfen.

## Inhalt
Der Inhalt der Sendung bestand darin, dass zunächst eine Schulklasse ausgewählt wurde und diese 3 Schüler aus ihrer Gemeinschaft benennen musste. Diese 3 „Auserwählten“ wurde losgeschickt um sich jeweils die Geschichte eines Menschen bzw. einer Familie anzuhören, mit denen es das Schicksal nicht gut gemeint hat. Dazu wurden die Betroffenen von den Schülern in ihren Heimatorten besucht und konnten einige Stunden mit ihnen verbringen. Nach den Einzeltreffen waren die drei dazu angehalten, die Leidensgeschichte ihrer Gesprächspartner ihren Klassenkameraden mit Hilfe von Videomaterial und Worten näher zubringen. Aufgrund dieser Vorführung und der Berichte wurde nun offen innerhalb der Klasse über das Gewicht der Probleme der einzelnen Protagonisten diskutiert. Die abschließende Entscheidung war jedoch nach der Diskussion den drei ausgewählten Schülern vorbehalten. Unabhängig von ihren Mitschülern mussten sie nun in einem separaten Raum über das Endergebnis abstimmen. Abschließend wurde das Ergebnis der Klasse präsentiert und der „siegreiche“ Schüler durfte seinem „Schützling“ die frohe Nachricht und natürlich die 5000 Euro überreichen.

## Erfolg
Bereits nach 2 Wochen Ausstrahlung im Mittagsprogramm (15:05 Uhr) zog  Vox die Notbremse und versetzte die Sendung ab Woche Drei auf einen Sendeplatz im Nachtprogramm (ab 4:00 Uhr). Damit reagierte der Sender auf die miserablen Quoten der ersten 10 Folgen. Mit einer Negativzuschauerzahl von 220.000 aus Folge 7 und einem Marktanteil von 3,8 %, welcher etwa der Hälfte des Vox-Senderschnitts entspricht, war die Sendung nicht mehr tragbar. Nach 33 Folgen verschwand die Doku-Soap gänzlich aus dem Programm des Senders.

## Kritik
Im Zusammenhang mit der Sendung wurde der Sender und die Produktion mit der Kritik  der Zuschauer konfrontiert, mit Hilfe von Menschen in Leidenssituationen Quote zu machen. Außerdem wurde die Frage diskutiert ob sich die Produktion der Sendung innerhalb der eigentlichen Schulzeit der Jugendlichen vollzog.